# ニューエスト・モデル
NEWEST MODEL（ニューエスト・モデル）は、1985年に中川敬を中心に結成された日本のミクスチャー・ロック・バンド。ソウル・フラワー・ユニオンの前身。

## 略歴
大阪のロックンロール・バンド、レモン・スクイーザーやセクシャルなどのギタリストであった中川敬が、自らが歌うバンドとして1985年に結成。
最初期はノーザン・ソウルやモッズ・ミュージック、60'sガレージ・バンドの影響下にある、ザ・ジャムやストラングラーズのようなストレートなパンク・ロックを指向していたが、徐々にサイケデリック・ロック、セカンド・ライン、ザディコ、アイリッシュ・トラッド、ニュー・ソウル、ファンク、ヒップホップ、カリプソ、スワンプ・ロックなど広汎な世界音楽を取り入れ、日本のミクスチャー・ロック・バンドの先駆けとして支持を受けた。
反原発運動やアイヌ民族運動に関わるなど反体制的な立場を明確にしながらも、中川敬による風刺的な歌詞による「ソウルサバイバーの逆襲」「雑種天国」などの一連のシングル、アルバム『ユニバーサル・インベーダー』（オリコンチャート10位）などがヒット。
また、大半が日本語に和訳されたカバーの選曲はミーターズの「ヘイ・ポッキー・アウェイ」、ボブ・ディランの「嵐からの隠れ家」、ヴェルヴェット・アンダーグラウンドの「おもろのきわみ（リアル・グッド・タイム・トゥゲザー）」、ヴァン・モリソンの「杉の木の宇宙（レッドウッド・トゥリー）」、スタイル・カウンシルの「ストレングス・オブ・ユア・ネイチャー」、Pファンクの「ゲット・オフ・ユア・アス・アンド・ジャム」、ビクトル・ハラの「平和に生きる権利」、ビートルズの「クライ・ベイビー・クライ」、ジャックスの「堕天使ロック」などであり、その大半は作品化もされている。
1985年の結成から1993年まで8年間活動。解散後、ソウル・フラワー・レーベルの盟友メスカリン・ドライヴと共にソウル・フラワー・ユニオンを結成。ソウル・フラワー・ユニオンの2ndアルバム『ワタツミ・ヤマツミ』（1994年）は、過半数の楽曲が後期ニューエスト・モデルのライブ・レパートリーである。
中川敬は今後永久にニューエスト・モデルの再結成がないことを明言しているが、ニューエスト・モデルの代表的な楽曲はソウル・フラワー・ユニオンのライヴで今も聴ける（2021年までに「こたつ内紛争」「雑種天国」「もぐらと祭」「もっともそうな二人の沸点」「杓子定木」「エンプティ・ノーション」「デイズ」「秋の夜長」「ソウルサバイバーの逆襲」「ディスコ・アームド・ピース」「乳母車と棺桶」「外交不能症」「報道機関が優しく君をつつむ」「みんな信者」「嵐からの隠れ家」「偉大なる社会」「ひかりの怪物」「まどろみ」「雲の下」などがライブで披露。中川と奥野が、西村茂樹やTHE RUDEBOYS、ニューロティカなどのライブへ飛び入りする際、「フィーリン・ファッキン・アラウンド」がしばしば演奏される）。ソウル・フラワー・ユニオンによってライブ音源がリリースされたニューエスト・モデルの楽曲は、『ハイ・タイド・アンド・ムーンライト・バッシュ』『満月の夕〜90's シングルズ』『極東戦線異状なし!?』『ラヴィエベル〜人生は素晴らしい!』『ルーシーの子どもたち』『アクア・ヴィテ』『死ぬまで生きろ!』『キセキの渚』などに収録されている。
曽我部恵一、スピッツ、ズボンズ、くるり、カーネーション、GRAPEVINE、BRAHMAN、JERRY LEE PHANTOM、ママスタジヲなど、次世代の多くのミュージシャンがニューエスト・モデルからの影響を公言している。
また、彼らが毎年開催する『年末ソウル・フラワー祭』にはゲストが呼ばれ、フリッパーズ・ギター、頭脳警察、近藤房之助、ニューロティカ、A-MUSIK、ザ・グルーヴァーズ、フレデリックなどが出演している。

## ディスコグラフィー
| オリジナル・アルバム                       | リリース      | 備考                                                            |
| ------------------------------------------ | ------------- | --------------------------------------------------------------- |
| センスレス・チャター・センスレス・フィスツ | 1988年1月     | のちに『ソリッド・ファンデーション』(1st＋初期音源集)として再発 |
| プリティ・ラジエーション                   | 1988年9月15日 | のちにニュー・ミックス版『プリティ・ラジエーション』として再発  |
| ソウル・サバイバー                         | 1989年7月25日 | メジャー第一弾アルバム                                          |
| クロスブリード・パーク                     | 1990年5月21日 |                                                                 |
| ユニバーサル・インベーダー                 | 1992年2月21日 |                                                                 |

| コンピレーション・アルバム                       | リリース      | 備考                   |
| ------------------------------------------------ | ------------- | ---------------------- |
| カウンター・センサーシップ                       | 1993年3月5日  | シングルB面曲集        |
| ソウル・フラワー・ボックス 87-93                 | 1994年12月2日 | 3CDボックス・セット    |
| ビースト・ヒッツ                                 | 1998年4月24日 | ベスト・アルバム       |
| アーリー・ソウル・フラワー・シングルズ           | 2009年3月25日 | シングル・コレクション |
| ザ・ベスト・オブ・ニューエスト・モデル 1986-1993 | 2016年7月6日  | ベスト・アルバム       |
| ダンス・ヒッツ 1990-1993                         | 2019年11月3日 | 限定アナログLP         |
| ダンス・ヒッツ 1986-1989                         | 2020年4月18日 | 限定アナログLP         |

| シングル                                           | リリース       | 備考                    |
| -------------------------------------------------- | -------------- | ----------------------- |
| 爆弾じかけ                                         | 1986年2月      | 3曲入りカセット・テープ |
| オモチャの兵隊                                     | 1986年8月      | 3曲入りソノシート       |
| スタンディング・オン・ザ・ニュー・ファンデーション | 1987年4月20日  | 4曲入りEP               |
| ソウルサバイバーの逆襲                             | 1989年6月21日  | メジャー第一弾シングル  |
| エンプティ・ノーション／こたつ内紛争               | 1989年10月21日 | 両A面                   |
| 雑種天国                                           | 1990年1月21日  |                         |
| 乳母車と棺桶                                       | 1990年4月21日  |                         |
| 杓子定木                                           | 1990年9月21日  |                         |
| もっともそうな二人の沸点                           | 1991年6月21日  |                         |
| 知識を得て、心を開き、自転車に乗れ!                | 1991年9月21日  |                         |

| 映像作品                                 | リリース      | 備考                               |
| ---------------------------------------- | ------------- | ---------------------------------- |
| プリティー・モンキー・イン・ザ・グルーヴ | 1989年4月12日 | ライヴ (VHS)                       |
| グレート・ソサエティ                     | 1990年6月10日 | ライヴ (VHS)                       |
| ソウル・フラワー・クリーク 1988-1992     | 1992年5月2日  | プロモーション・ビデオ集 (VHS/DVD) |
| ソウルシャリスト・パーティー             | 1993年4月5日  | ライヴ (VHS)                       |
| LIVE 9202                                | 2007年1月26日 | ライヴ (DVD)                       |
|                                          |               |                                    |

| トリビュート・アルバム                                             | リリース     | 備考 |
| ------------------------------------------------------------------ | ------------ | --- |
| ソウル・フラワー・ユニオン＆ニューエスト・モデル 2016 トリビュート | 2016年8月3日 | ニューエスト・モデル結成30周年企画。参加アーティストは、大森靖子、岸田繁（くるり）、the 原爆オナニーズ、スピッツ、曽我部恵一、チャラン・ポ・ランタン、怒髪天、仲井戸麗市、中田裕二、七尾旅人、二階堂和美、BRAHMAN、フラワーカンパニーズ、MONGOL800。 |

## 関連書籍
- 国境を動揺させるロックンロール（ブルース・インターアクションズ／1998年）
- 中川語録 1986-2002（歌垣社／2003年）
- ソウル・フラワー・ユニオン  解き放つ唄の轍（河出書房／2014年）